# San Agustín (Gran Canaria)

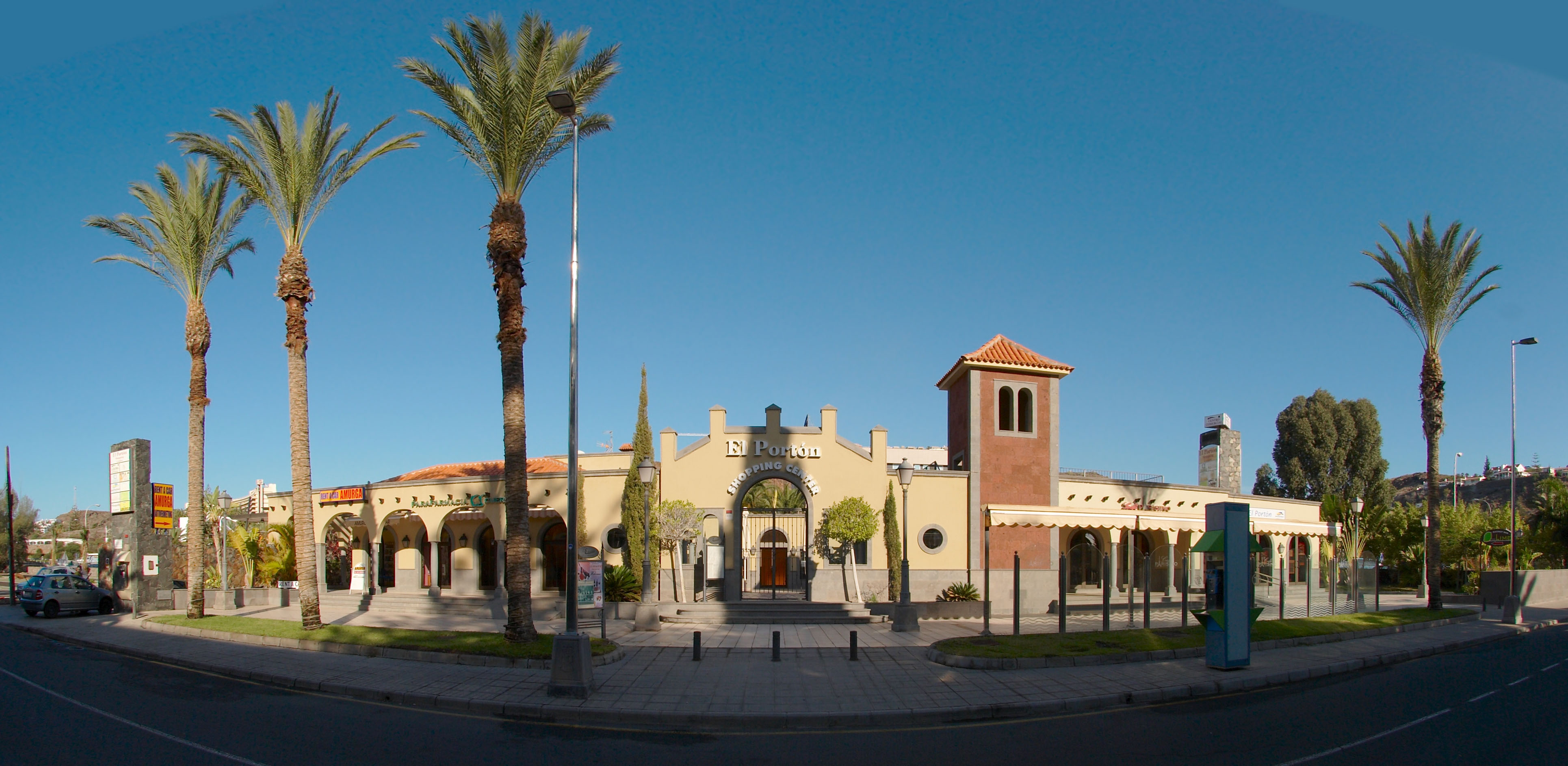
Winkelcentrum El Porton

San Agustin is een kustplaats in het zuiden van het Spaanse eiland Gran Canaria. De plaats ligt iets ten oosten van de grote toeristische trekpleister Playa del Inglés aan de autosnelweg GC1 (Autopista del Sur de Gran Canaria) en behoort tot de gemeente San Bartolomé de Tirajana.
San Agustin werd vanaf 1962 gebouwd op het landgoed van de Spaanse edelman Conde de la Vega Grande, die uitgestrekte bezittingen had in het zuiden van het eiland. Met de naburige plaatsen Maspalomas en Playa del Inglés vormt San Agustin de Costa Canaria waar in 2002 in totaal zo'n 17.158 mensen woonden. De plaats zelf had in 2008 ongeveer 1992 inwoners.
De plaats ligt in een groene, subtropische omgeving. De plaatselijke bevolking leeft er vooral van landbouw en toerisme. Er zijn vele hotels, appartementencomplexen en bungalowparken. San Agustin heeft een bijzondere band met Zweden, hetgeen blijkt uit het grote aantal Zweedse winkels, bars en restaurants en de aanwezigheid van een Zweedse school en een Zweedse kerk. Met de Clinica Roca is het een van de weinige plaatsen in het zuiden van Gran Canaria met een modern ziekenhuis.
Er zijn geen winkelstraten maar er is wel een winkelcentrum (Centro Comercial). Aan de kust vindt men zand- en kiezelstranden met een aantal toeristische winkeltjes, bars, cafés en restaurants. Langs het strand loopt een wandelpromenade naar Playa del Inglés.

## Afbeeldingen

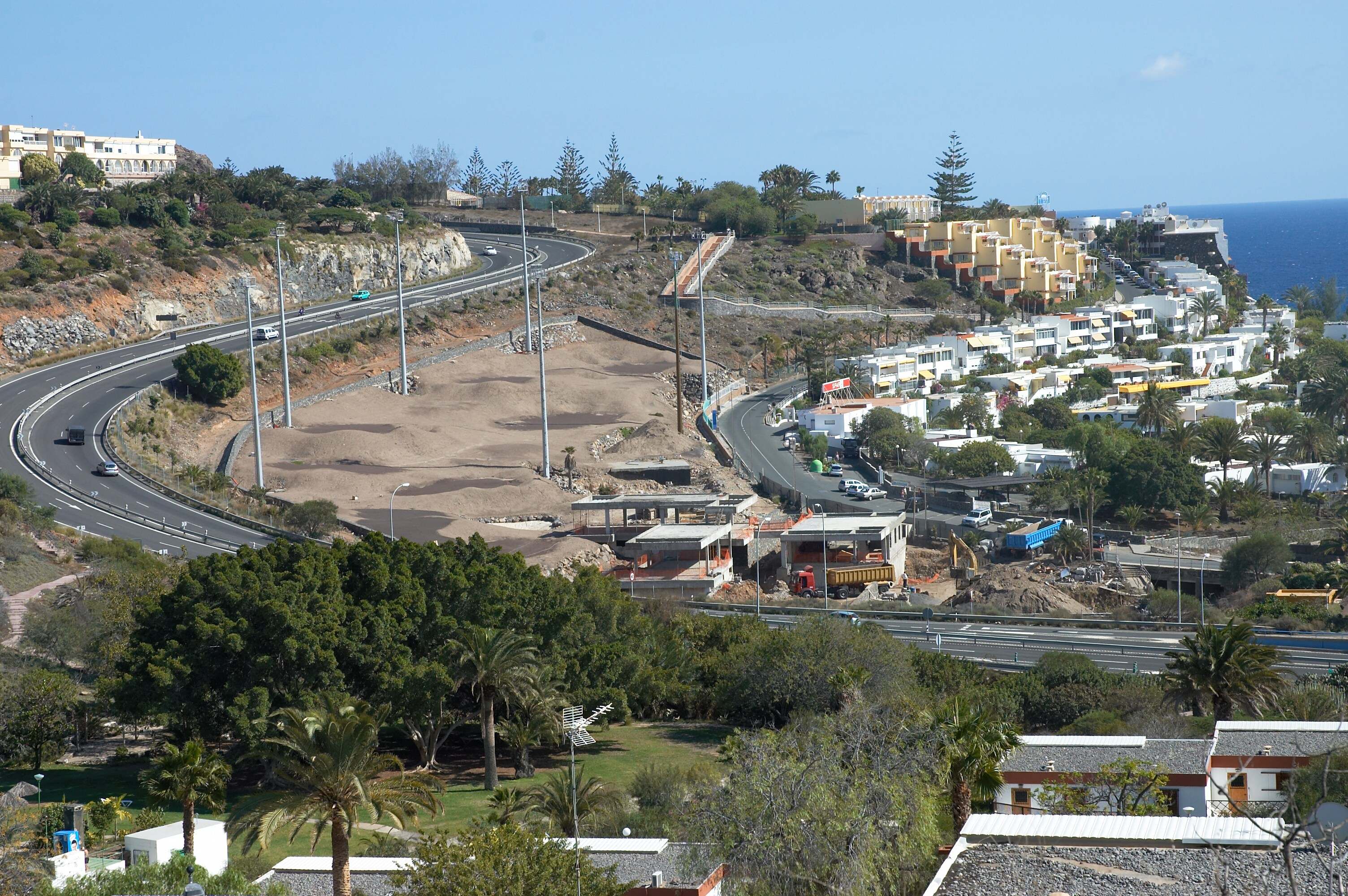
Snelweg en bouwlocatie
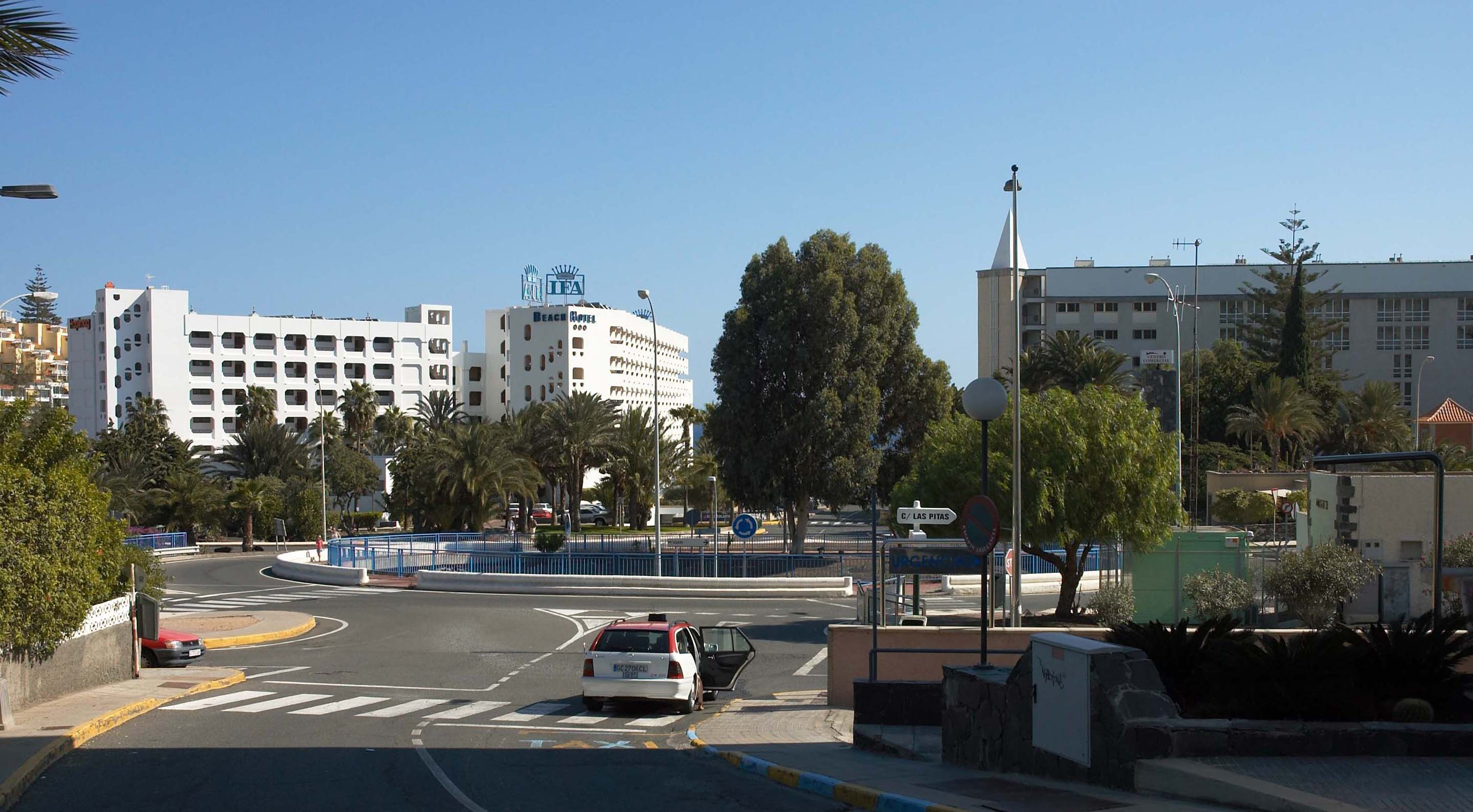
Hotels
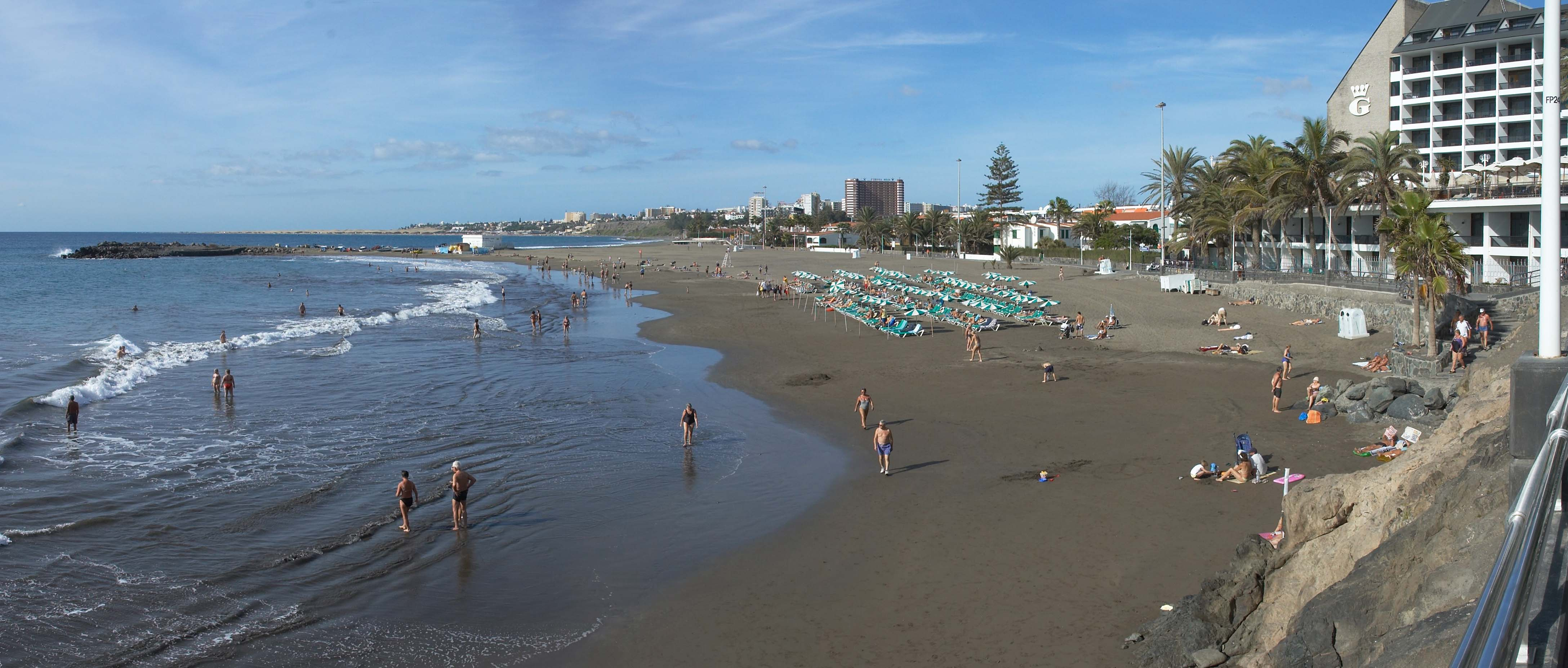
Strand
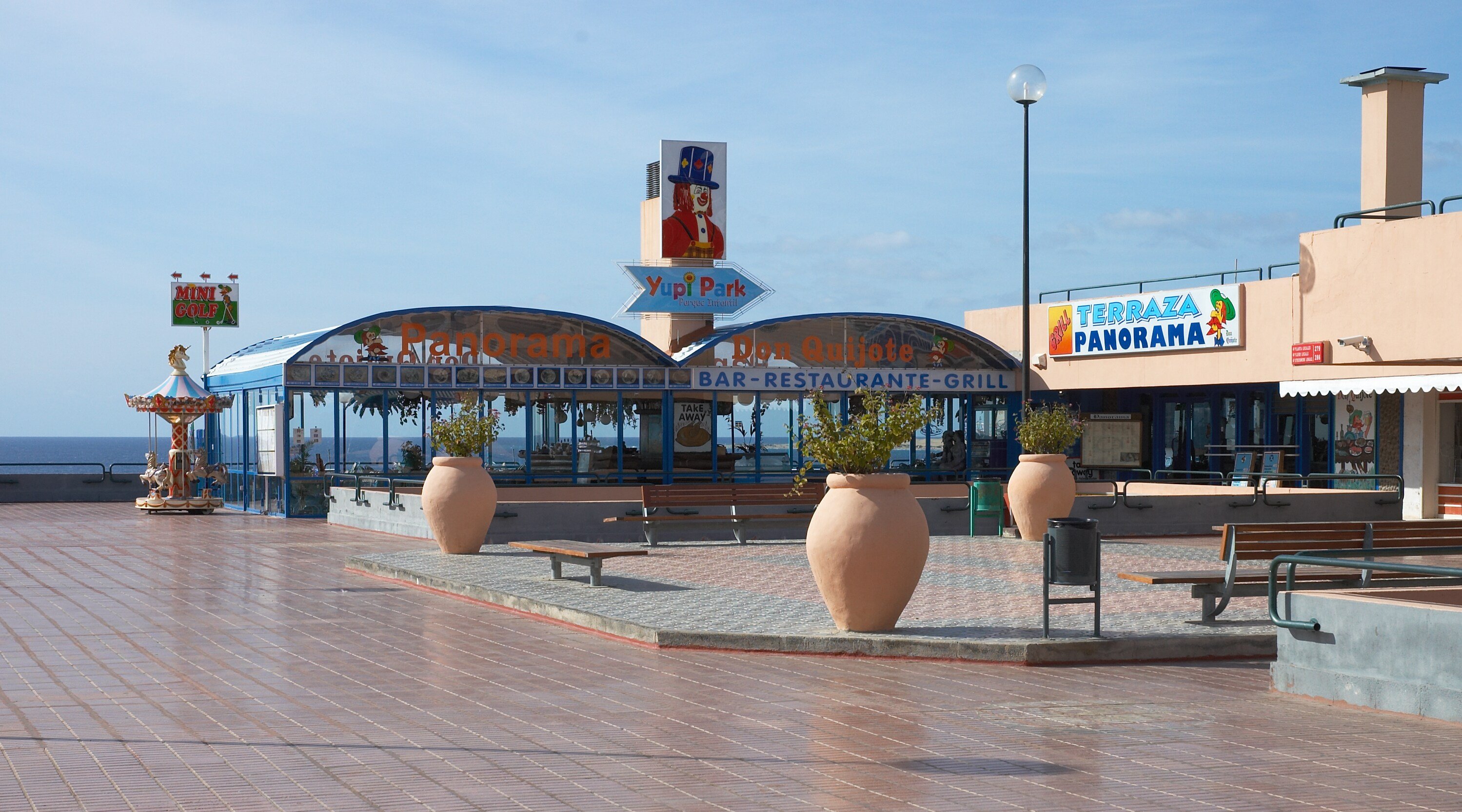
Winkelcentrum